# Línia evolutiva de Hoothoot
Aquesta línia evolutiva de Pokémon inclou Hoothoot i Noctowl.

## Hoothoot
Hoothoot és una de les espècies que apareixen a la franquícia Pokémon. És de tipus normal i volador i evoluciona a Noctowl.

## Noctowl
Noctowl és una de les espècies que apareixen a la franquícia Pokémon. És de tipus normal i volador i evoluciona de Hoothoot.